# Ptolemaiosz Marathón
Ptolemaiosz Marathón (2. század) görög filozófus.

## Élete
A szofista filozófia követője volt. Városról városra járt, s Héródész Attikosz modorában írott deklamációiban különösen a marathóni hősöket dicsőítette, innen nyerte melléknevét.